# Baie cu gheață

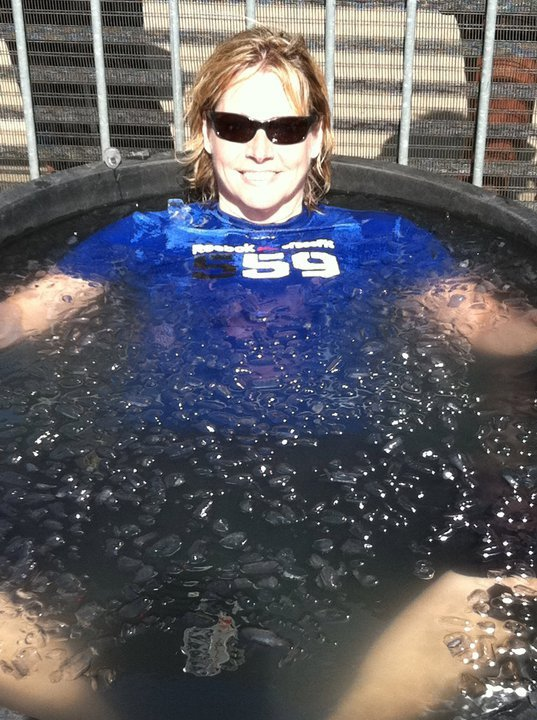
Campioana mondială la haltere, Karyn Marshall, în timpul băii cu gheață după Jocurile Crossfit din 2011.

În terapia prin sport, baia cu gheață, numită și scufundare în apă rece sau terapie (la) rece, reprezintă un regim de antrenament, care are loc, de obicei, după o perioadă de exerciții intense, în care o parte substanțială a corpului este scufundată într-o baie cu gheață sau cu apă rece, pentru o perioadă limitată de timp.
Deși devine din ce în ce mai populară și acceptată în rândul sportivilor din diferite domenii, metoda băilor cu gheață este una controversată, întrucât poate cauza hipotermie sau o stare de șoc, ce pot duce la deces subit. Mulți sportivi practică scufundarea în apă rece după un antrenament intens, în speranța că recuperarea lor va avea loc mult mai rapid; cu toate acestea, procesele fizice interne nu au fost înțelese pe deplin și rămân încă neclare. Dovezile care susțin scufundarea în apă rece, drept parte a unui regim de antrenament sportiv, nu sunt destul de convingătoare. În timp ce unele studii prezintă beneficiile băilor cu gheață, cum ar fi reducerea leziunilor musculare, a disconfortului sau ameliorarea febrei musculare cu apariție întârziată, altele susțin contrariul: scufundarea în apă rece poate încetini creșterea masei musculare și poate interfera cu un regim de antrenament general.

## Practicarea băilor cu gheață

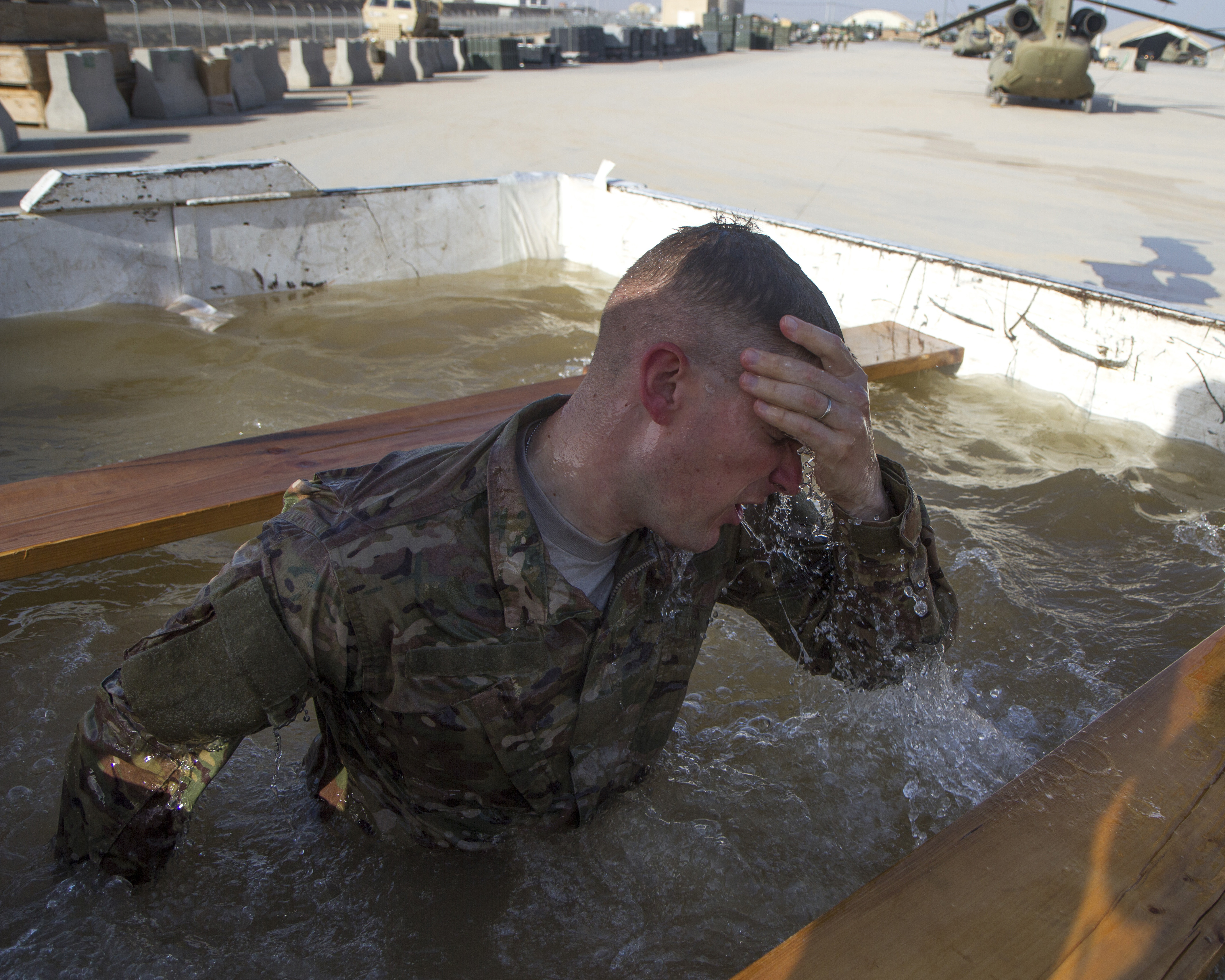
Băile cu gheață sunt parte componentă a pregătirii militare. (Mustang Mudder în timpul cursei cu obstacole (5 mai) de la Kandahar Airfield, Afganistan).

### Băile cu gheață
Băile cu gheață au loc fie stând în picioare, fie întins într-o cadă cu apă rece ca gheața. Conform spuselor unui specialist, nu trebuie să exagerăm practicând această metodă. Astfel, se recomandă utilizarea botinelor de scufundare care au cauciuc pe interior (pentru a proteja degetele de la picioare), precum și utilizarea slipilor din același material, pentru a menține căldura în zona intimă. Karyn Marshall, câștigătoarea Campionatului Mondial de haltere din 1987, a relatat cum e să faci baie cu gheață după o zi de competiție la CrossFit Games din 2011, în Los Angeles:
„În prima zi am stat în apa rece timp de 12 minute, iar a doua zi - 15 minute. Se tot adăuga gheață pentru a menține temperatura în jur de 12,8°C... Cel mai greu mi-a fost în primele 2 minute. Cei care practică deseori băile cu gheață mi-au spus că după aceea îmi va fi mult mai ușor. După 2 minute eram deja toată amorțită. Apoi am tremurat două ore sub soarele fierbinte din California, fiind acoperită cu o geacă termică.”—Karyn Marshall, 2011
Conform studiilor, temperatura apei stătătoare, măsurată cu un termometru, este mai mare decât temperatura apei care se mișcă în cercuri, iar sportivii nu ar trebui să petreacă prea mult timp în aceasta. Kinetoterapeutul Nikki Kimball a și explicat cum putem face față mai ușor acestei practici:
„În toți acești ani, am descoperit câteva șmecherii care fac băile cu gheață mai suportabile. În primul rând, îmi umplu cada cu două-trei pungi de gheață sfărâmată. Apoi adaug apă rece la un nivel care să mă acopere până aproape de talie atunci când mă așez în cadă. Înainte de a intra, îmi pun o jachetă de puf, o pălărie și papuci din neopren, îmi fac o cană de ceai fierbinte și îmi iau ceva de citit pentru a face față mai ușor următoarelor 15-20 de minute.”—Runner's World, 2008

### Băile cu gheață și terapia prin baie de contrast

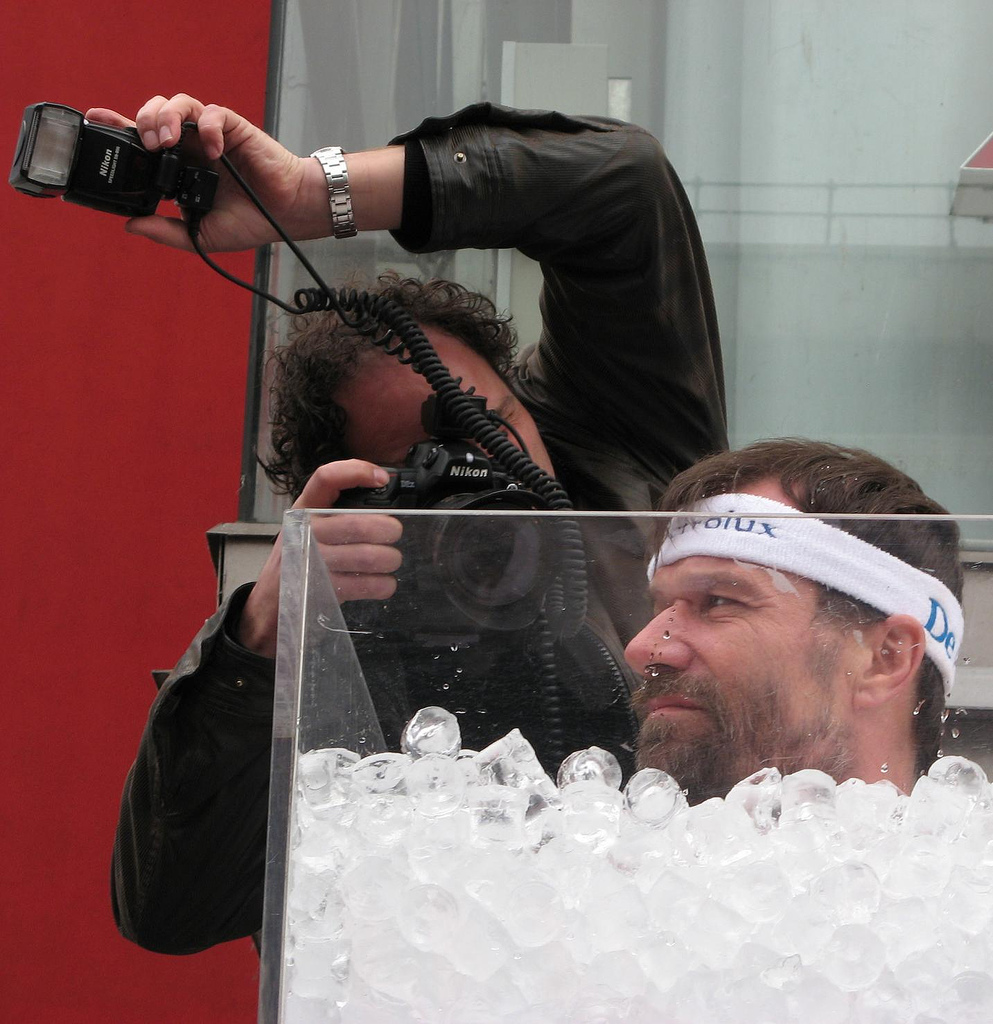
Omul gheții, Wim Hof, bate un nou record (2007).

În cazul terapiei prin apă de contrast sau a terapiei prin baie de contrast, folosite de mulți sportivi, se utilizează atât apa rece, cât și apa apa caldă. Nu este nevoie decât de două căzi: una cu apă rece (10–15 °C), iar alta cu apă fierbinte (37–40 °C). Astfel, puteți sta un minut în cada cu apă rece, urmat de două minute petrecute în cada cu apă fierbinte, repetând această procedură de trei ori.

### Temperatură și sincronizare
Temperatura variază, de obicei, în intervalul 50-59°F sau între 10 și 15°C. Unii sportivi poartă botine pentru a-și menține degetele calde sau lenjerie din cauciuc, în timp ce se scufundă. Alții preferă o băutură caldă, cum ar fi ceaiul. Într-un raport era indicat faptul că 10 minute petrecute în apă la temperatura de 15°C sunt suficiente.
Timpul petrecut în băile cu gheață variază în funcție de durata scufundării și de cât de des sunt practicate. Pe de o parte, un sportiv trebuie să facă de 10 ori băi cu gheață, timp de 2 minute, în decurs de 2 săptămâni. Pe de altă parte, timpul de scufundare ar trebui să dureze între 10 și 20 de minute. Conform altor opinii, scufundarea trebuie să dureze între 5 și 10 minute, iar uneori chiar și până la 20 de minute. Nici o publicație în domeniu nu a menționat că aceasta ar trebui să dureze mai mult de 20 de minute.

### Băile cu gheață și băile reci
Există numeroase surse care arată că oamenii preferă băile reci (60-75°F sau 15,5-22,8°C) în locul băilor cu gheață. Fizioterapeutul Tony Wilson de la Universitatea din Southampton a declarat că temperaturile extrem de scăzute pot fi evitate, iar o baie cu apă rece ar fi la fel de eficientă ca o baie cu gheață. Un alt specialist a susținut că băile cu gheață sunt inutile și o simplă baie cu apă rece este mai benefică. Un al treilea raport a sugerat că apa rece (60-75°F, 15,5-22,8 °C) este la fel de bună ca apa la o temperatură mai scăzută (54-60°F, 12,2-15,5 °C), iar cele 8 sau 10 minute petrecute în apă ar trebui să fie suficiente, existând, în acest sens, și un avertisment împotriva depășirii celor 10 minute.

## Eficacitate

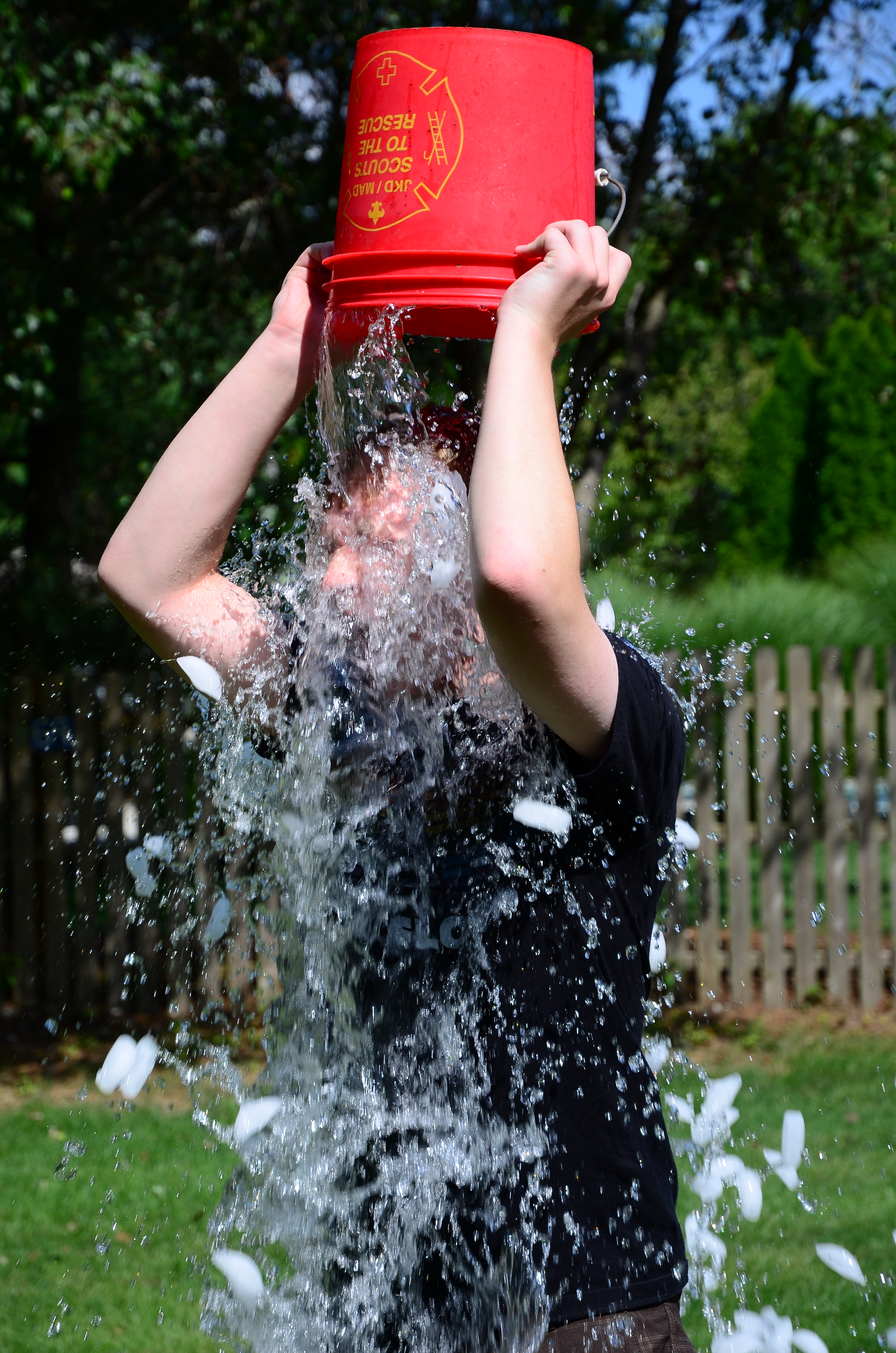
În vara anului 2014, Provocarea găleții cu gheață a devenit virală pe rețelele de socializare, cu scopul de a strânge bani pentru Asociația ALS.

Există unele dovezi conform cărora, băile cu gheață sunt binevenite în urma efortului fizic, pentru a reduce febra musculară cu apariție întârziată și senzația de oboseală, acestea fiind unicele două beneficii argumentate până în momentul de față. Utilizarea repetată a băilor cu gheață poate fi benefică pentru sportivii care se află în perioade de antrenament solicitante. Cercetările au arătat că băile cu gheață practicate de 4 ori pe săptămână de către jucătorii profesioniști de rugby, au redus febra musculară, atenuând, în același timp, declinul performanțelor la sărituri, în comparație cu cei care nu au făcut băi cu gheață.

## Siguranță
Conform acordului încheiat între comunitățile medicale și cele științifice, băile cu gheață pot avea consecințe grave asupra sănătății, cum ar fi hipotermia, șocul și decesul cardiac subit.

## Istorie
Alergătoarea de maraton, Paula Radcliffe, a câștigat proba de 10.000m la Campionatul European de Atletism din 2002, afirmând că victoria se datorează băilor cu gheață. Conform spuselor sportivei, a fost o agonie absolută și s-a confruntat cu sentimentul de frică, dar corpul său și-a revenit mult mai repede. Ea a declarat că a făcut băi cu gheață înainte de cursă, preferând să aibă o temperatură scăzută a corpului. După comentariul lui Radcliffe, metoda băilor cu gheață a devenit mult mai populară în rândul sportivilor. În timp ce unii dintre ei ridică în slăvi băile cu gheață, unele relatări sugerează că acestea rămân doar un moft.
Metoda băilor cu gheață a fost folosită de sportivi precum A. J. Soares, înotătorul olimpic Michael Phelps, precum și de alți susținători celebri, devinind o practică uzuală în rândul sportivilor din diferite domenii: fotbalul american, fotbalul clasic, alergarea de lungă distanță, rugby, tenis, volei și altele. Conform unui raport în domeniu, producătorii de echipamente sportive iau în considerare diferite modele pentru băile de gheață. În vara anului 2014, cu scopul de a strângere fonduri, Asociația ALS, cunoscută pentru cercetarea și sensibilizarea publicului cu privire la scleroza laterală amiotrofică (SLA) sau boala Lou Gehrig, a început Provocarea găleții cu apă. Donatorii trebuiau să se filmeze în timp ce se udau cu o găleată de apă rece ca gheața, provocându-i astfel și pe alții să participe; în urma eforturilor depuse, s-au strâns 16 milioane de dolari timp de 22 de zile.
Băile cu gheață pot câștiga popularitate și în alte domenii, cum ar fi dansul. Ziarul Pittsburgh Post-Gazette a raportat că reprezentanții companiei de dans Radio City Rockettes, care au prestații în orașul New York, folosesc băile cu gheață după o zi lungă de spectacole, drept modalitate de relaxare și de a face față durerilor. Cântăreața Madonna, de asemenea, folosește băile cu gheață după concertele pe care le susține. Conform unor indicii, folosirea băilor cu gheață se răspândește și în sporturile de amatori, cum ar fi fotbalul din liceu.
Exploratorul și sportivul Fiann Paul este cunoscut pentru faptul că folosește băile cu gheață drept parte a rutinei sale de antrenament.
Băile cu gheață sunt parte componentă a crioterapiei (în limba greacă, cryo ( κρυο ) înseamnă frig). În cazul acesteia, temperaturile reci sunt folosite pentru tratament în scop terapeutic. Persoana este plasată într-o cameră cu aer rece și uscat, la temperaturi de până la -135°C pentru perioade scurte de timp. Această practică a fost folosită în spitalele din Polonia și în centrele din Londra, care se ocupă de afecțiuni musculare și probleme psihologice, cum ar fi depresia. Jucătorul de baschet Manny Harris a folosit un dispozitiv de tipul Cryon-X, cu temperaturi extrem de scăzute, în jur de -110°C (-166°F). Faptul că a folosit-o în combinație cu șosete umede i-a provocat degerături grave.
În unele cazuri, băile cu gheață erau folosite ca metodă de tratament pentru febra la copiii mici. Medicii au fost sfătuiți să nu o mai folosească, întrucât exista riscul de hipotermie. Băile cu gheață erau recomandate pentru a preveni apariția febrei musculare după curățarea zăpezii.
Au existat, de asemenea, și situații în care băile cu gheață erau folosite drept un test extrem, de către persoanele care doreau să bată recordul de rezistență. Olandezul Wim Hof și deținătorii chinezi de recorduri, Chen Kecai și Jin Songhao, sunt doar câteva exemple în acest sens. Astfel, medicii și oamenii de știință desfășoară numeroase studii pentru a afla cum acești oameni pot petrece o oră și jumătate scufundați într-o baie cu gheață și supraviețuiesc.